# (35570) 1998 GF10
1998 GF10 (asteroide 35570) é um asteroide da cintura principal. Possui uma excentricidade de 0.22900240 e uma inclinação de 13.96047º.
Este asteroide foi descoberto no dia 2 de abril de 1998 por LINEAR em Socorro.